# Stillingia spinulosa
Stillingia spinulosa är en törelväxtart som beskrevs av John Torrey. Stillingia spinulosa ingår i släktet Stillingia och familjen törelväxter. Inga underarter finns listade i Catalogue of Life.